# Stazione di Lison (Italia)
La stazione di Lison è una fermata ferroviaria posta lungo la linea Venezia-Trieste, a servizio della frazione di Lison, nel comune di Portogruaro.

## Storia
La stazione venne attivata nel 1886.

## Strutture e impianti
La fermata dispone di due binari dotati di marciapiede.
Nel 1956 venne attivato un Apparato Centrale Elettrico a leve individuali da 20 leve con Blocco Elettrico Manuale.
Nel 1970 venne attivato il raddoppio verso Portogruaro.
Nel 1974 venne attivato il raddoppio verso Venezia.
Nel 1999 ACE e BEM vennero disattivati, il gabbiotto dell'Ufficio Movimento venne demolito nel 2016.

## Movimento
La fermata è servita da treni regionali svolti da Trenitalia nell'ambito del contratto di servizio stipulato con le Regioni interessate.